# MAWARE MAWARE
「MAWARE MAWARE」（マワレ・マワレ）は、MISIAの楽曲である。2011年7月27日に発売された10枚目のオリジナル・アルバム『SOUL QUEST』に収録された後、リアレンジした音源が2013年5月29日に配信限定シングルとして発売された。

## 解説
「MAWARE MAWARE」は、2010 FIFAワールドカップの公式アルバムにアジアからの唯一の楽曲として収録された世界デビュー曲。2011年7月27日に発売された10枚目のオリジナル・アルバム『SOUL QUEST』にM2JやFRANCIS JOCKYとのコラボレーション・ソングとして収録された。
2013年1月にセネガルを訪問し、Doudou N'Diaye Roseとレコーディング。さらにMISIAがセネガルで感じたこと、考えたことなどを元に歌詞や一部大きくメロディーも変更し制作。レコーディングの様子が2月21日にNHK BSプレミアムの特別番組『GIFTギフト MISIA 命の歌 つなぐ旅 〜セネガル〜』で放送された。本楽曲も同番組でBGMに使用された。
配信の売り上げ一部は、アフリカの子供たちへの蚊帳の配布活動に使われる。

## 収録曲
1. MAWARE MAWARE (feat. Doudou N'Diaye Rose)
作詞：MISIA / 作曲：MISIA, JP
  - 第5回アフリカ開発会議（TICAD V）テーマソング